# Zersetzung
Zersetzung (нім. Die Zersetzung), (укр. Біологічний розклад, дезорієнтація, дезорганізація, деморалізація) — набір прийомів та методик, розроблених Штазі у Східній Німеччині, направлених зламати волю людини. Техніка широко використовувалась проти дисидентів у 1970-і й 1980-і роки. Мета: непомітно, через серію невеликих прихованих операцій, зруйнувати впевненість у собі, викликати внутрішні конфлікти, паралізувати волю, скувати моральні сили, розбалансувати та розхитати особистість.
Наприклад, метод психологічного розкладання включав зняття у відсутність господарів квартири картин зі стін, заміну одного сорту чаю на інший, надсилання провокативних листів жертві чи його родичам або навіть підсипання отрути та використання підробних лікарських засобів. Зазвичай жертви не підозрювали, що це «Штазі». Багато хто думав, що вони божеволіють, деякі кінчили життя самогубством.
Психологічні операції мають істотні переваги, вони дозволяють режиму зберегти міжнародну репутацію. Використовуючи ці засоби відпала необхідність заарештовувати чи фізично знищувати кожного дисидента. Існує можливість психологічно задавити, заплутати, позбавити можливості спротиву.
Російська служба безпеки ФСБ використовує такі техніки проти іноземних дипломатів, посадовців та журналістів.